# 食神
食神（しょくじん）とは四柱推命で使われる用語･概念で、生年月日の生日から見て陰陽が同一の五行で生日天干が生じるもの。
即ち日が甲の日に生まれた者は丙、乙なら丁、丙なら戊、丁なら己、戊なら庚、己なら辛、庚なら壬、辛なら癸、壬なら甲、癸なら乙に各々なる。

## 食神の意義
食神は字義の通り食生活・日常生活を象徴する。また女性にはその子女をまた象徴する。子女は男性の場合正官・偏官であるが、食神が用になる場合は子女縁があるとして、女性と同様に考える。

## 食神の機能
食神は比肩・劫財によって勢いを増す。日常生活では食生活はやはり仲間がいる方が良いという結果になる。また食神は株券・商売道具ともいえるので、劫財の株仲間があればますます力を増すといえる。
食神は偏官を制する。偏官は予見しがたい急迫の変転を意味することから食神が命式中に盛んな人はこうした変化を予知できる感覚の鋭い人である。
食神は洩気であるため、あまり多い人は両親のいずれかに縁がない。しかしいつまでも若々しく、特に女性には子女縁があるため魅力的な人物が多い。
食神はあまり多すぎると逆に体力の消耗を招き、健康を損なう。ここでは洩気を抑えつける偏印こそが必要になる。
別名寿星ともいい、本人の健康や日常の幸せを象徴するので、食神が強い人は常識的な感覚の持ち主でもある。

## 大運・流年の食神
食神は子女を表すので、その大運や年月には（自身に子女がいれば）その身辺に注意しなければならない。もちろん親である本人と子女の各々生年月日を比較することが第一である。

## 食神の人物の例
- 昭和天皇：格局は傷官であるが、年地支、日地支いずれも食神。晩年に株利殖を行っていたことは有名。在位期間も長く多忙な公務の中でも若々しい肉体を保っていた。

また生年月日中に食神が二つ、傷官が月に中心をなしていることより、洩気大過している。何よりも洩気を抑える偏印の乙木を必要としている。その乙が絶または胎を迎え、機能しない乙酉年(1945年)には敗戦の事象に遭遇している。